# Rohr im Kremstal
Rohr im Kremstal è un comune austriaco di 1 312 abitanti nel distretto di Steyr-Land, in Alta Austria.